# جمال‌الدین حسینی
جمال‌الدین عطاءالله بن فضل‌الله حسینی محدث و خطیب سدهٔ نهم و دهم هجری از سادات دشتکی‌ شیراز بود. در زمان ‌سلطان ابوسعید گورکان تیموری‌، همراه با عموی خویش به هرات مهاجرت کرد و به‌همین دلیل «هروی» نیز خوانده شده‌است. در سال ۹۲۷ هجری درگذشت. برخی از آثار او عبارتند از: روضة الاحباب فی سِیر النبی و الآل و الاصحاب، تحفةالاحبّاء فی مناقب آل العبا، اربعون حدیثاً من احادیث سید المرسلین فی مناقب امیرالمؤمنین، رساله اولاد امیرالمؤمنین علیه‌السلام و انسابهم و احوالهم.